# Liste des accidents ferroviaires en Roumanie
La liste des accidents ferroviaires en Roumanie, a vocation à être une liste des principaux accidents ferroviaires recensés dans le pays.

## Liste chronologique
- 10 mai 2008 : un train de type « accelerat » Bucarest-Iași des CFR déraille à la hauteur de Valea Călugărească (județ de Prahova). Un mort et quatre blessés. Causes potentielles (avant enquête) : aiguillage défectueux ou influence d'une main criminelle.[réf. nécessaire]